# TommyCHO
TommyCHO（トミー・チョウ、1968年11月7日（56歳） - ）は、鍵盤ハーモニカ奏者、オリジナル鍵盤ハーモニカ製作者である。

## 概要
鍵盤ハーモニカ奏者としては、自身の制作した鍵盤ハーモニカでの演奏活動を行い、日本国内はもちろん、アメリカ、フランス、ドイツ、台湾をはじめとした国内外での公演、現地のアーティスト、ミュージシャンとの共演を幾度と行い成功を収めている。
オリジナル鍵盤ハーモニカ製作においては、2005年から「無いなら作る」の精神で始め、代表作の中には、今日では定番アイテムとなった「グースネック」モデル、「木製鍵盤ハーモニカ」がある。その全てが大手楽器メーカーの製作者の目に止まり、追っては発売されるまでとなり、 鍵盤ハーモニカ界における製作者としてのパイオニア性と存在が確立された。
鍵盤ハーモニカの可能性や素晴らしさ、自身の画一した奏法の伝授など、指導にも力を注いでおり、現在では兵庫県の神戸・宝塚、長野県千曲・ 和歌山・岡山にて指導の場を広げ続ける。
そして2012年には、鍵盤ハーモニカを中心とした世界初のオーケストラ 「全国鍵盤フィルハーモニカ」を設立。 市民の音楽交流の場を作り、社会貢献に尽力している。
団員が使用している鍵盤ハーモニカは、 間伐材とリサイクルの鍵盤ハーモニカを用いて自身が開発・制作をしたECO・SDGsモデルの木製鍵盤ハーモニカを使用しており、「木製」という点においても世界初であり、現在唯一無二のオーケストラを手がけている。
一方では、ピアニスト、トランペット、キーボード、シンセサイザーなど、様々な楽器を扱うマルチプレイヤーでもあり、日本国内はもちろん、国内外での公演や、現地のアーティストとの共演。
過去にはビクターエンタテインメントにて音楽プロデューサーとしての活動経歴も持ち、現在も作曲家、編曲家として自身の楽曲はもちろん、企業CMソング・キャラクター公式ソング、校歌、社歌など楽曲提供においても国内外での起用があり信頼が厚い。現在の著書には2022年に発売開始された練習メソッド本「Method for balance」がある。

## 略歴
幼少よりピアノ、12歳でトランペットを始める。
大阪音楽大学音楽学部器楽科専攻在学時より演奏活動を開始する。
1995年、阪神・淡路大震災に被災し、瓦礫の中から救いだした鍵盤ハーモニカをきっかけに鍵盤ハーモニカ奏者としての道を歩き出す。
1996年、Tommy Cocoloプロジェクトを立ち上げ台湾大震災、中国四川大震災、東日本大震災など現地に赴いて復興支援活動を行う。　
2006年、サウス・バイ・サウスウエストの全米オーディションを勝ち抜き2年連続出場する。フランスツアー敢行。ヨーロッパの音楽祭「Fete de la musique」に招待され、フランス「Mont-Blanc TV」に特番が組まれる。
2013年、テレビ朝日「キス濱ラーニング」に出演。鍵盤ハーモニカのスーパーテクニックが広く紹介される。
2017年、長野県千曲市公式キャラクターあん姫のイメージソング「あん姫のうた」を作曲。2018年には同市の観光大使に任命。

## 楽器製作者としての活動

### 略歴
TommyCHOはジャズ鍵盤ハーモニカ奏者であり、”奏者”のみに留まることなく、 演奏と同じ熱量で楽器製作にも力を入れている。鍵盤ハーモニカといえば、まず思い浮かべる楽器のイメージは幼稚園・小学校の教材として使われているプラスチック製のボディー。
楽器として生を受けつつも”教材”と言う役割に重点をおかれて作られていることから、楽器としての音質よりも、まだ楽器の扱いに慣れていない子供が扱っても壊れにくいことや、教材として購入 する価格がリーズナブルであることを求められるため、現在のプラスチックの姿が定番となっている。
鍵盤ハーモニカを愛する者として、 管楽器を専門にしてきた経験を生かして、なんとかして教材としてだけではなく多彩な音色を生み出せる楽器にしてあげられないものか？という思いから、業界の中でいち早くボディー自体の質に着目し、そこからTommyCHOの製作者としての探究が始まった。 
豊かな響きになるように一から設計を行い、それを木製や樹脂をはじめとした色々な素材で試作と改善を重ね、鍵盤ハーモニカの可能性を開拓し、現在もなお様々なニューモデルやマイナーチェンジが続けられる。
そうして出来上がった数々の楽器は、今日では有名楽器メーカーからも定番アイテムとして発売されている”グースネック”や”木製鍵盤ハーモニカ”、さらにはエフェクターを使用 した奏法に至るまで、とにかく当時の鍵盤ハーモニカ界には目新し過ぎる発明品ばかり。
その全てがメジャー楽器メーカーの製作者たちの注目を集めることとなり、さらには追って発売されるまでになり、 鍵盤ハーモニカ奏者としてだけではなく鍵盤ハーモニカ製作者のパイオニアとしての存在を確立することとなった。 
現在では森林再生プロジェクト『音楽は森を救う会』を主催し、自らが世界初で完成させた木製鍵盤ハーモニカ「MOKU×HAMO」の製作を間伐材を用いて行うことで環境保護・SDGsを目指すとともに、その楽器を用いた鍵盤ハーモニカ中心の市民オーケストラを立ち上げ、市民の音楽交流の場を作り、社会貢献に尽力するなど様々な活動を行なっている。

### オリジナル鍵盤ハーモニカの略歴
- 2005年11月、初のTommyCHOオリジナルモデル「1号機」が、「アトリエ森」の協力のもと完成。 この初号モデルはアメリカ最大の音楽祭「SXSW2006」に選出され出演した際に演奏に起用。世界に類を見ないそのオリジナリティあふれる楽器の特徴や奏法、楽曲が世界から高く評価され、ヨーロッパツアーをはじめ世界へと羽ばたく事となる。
- 2006年3月、オリジナル・アルバム”Core”で初代モデルの鍵盤ハーモニカを起用。
- 2007年、様々な素材での試作期間を経て、 世界初のデルタデザインを使用したスケルトンのプロモデル「Delta37」が完成。
- 2008年、木製デルタモデル完成。
- 2009年7月、「メロディオン」の生みの親、鈴木楽器本社の工場にて技術者たちと交流。TommyCHOが鈴木楽器のHAMOND-44を演奏し、 鈴木楽器エンジニアがTommyCHO考案の当時未発売デルタモデルを演奏しての夢のセッションが実現、鍵盤ハーモニカを介して交流を深めた。
- 2010年3月、木製鍵盤ハーモニカにファンタジー画家そらのあお氏の絵を施したコラボレーション作品が完成。美術展覧会に発表。11月、前期モデルから設計をマイナーチェンジしたデルタモデルのオレンジカラーを発表。
- 2011年6月、東北大震災のボランティア活動「Tommy Cocolo Project」での活動の際、 ボランティア仲間で木工のプロフェッショナル、中村氏との出逢う。TommyCHOの熱意に感銘した中村氏の工房にて木製鍵盤ハーモニカを試作し 「ジュピター」が完成。木製と”木星”をかけたネーミングと、それを体現したトーンホールデザインがお洒落な木製モデル。8月、オリジナル木製鍵盤ハーモニカ「Pcat-37」を発表。求め続けた鍵盤ハーモニカの音が理想の形にまとまった様々な楽器との共演が叶う初のモデルとなったこの頃から、ステージに木製鍵盤ハーモニカを起用する機会が増えて行くこととなった。千曲市のNPO法人「千曲の森」から千曲産の間伐材を提供の提案を受け、これを機に音楽で直接環境問題に貢献をしたいと兼ねてから計画していた「音楽は森を救う会」の活動がいよいよスタートすることとなる。
- 2012年3月、使われなくなった鍵盤ハーモニカを救い、 間伐材とともに新たな楽器としてリサイクル再生する試みを開始。 小学校の卒業制作に木製鍵盤ハーモニカが 採用される。9月、TommyCHO自らが指導・指揮する世界初の鍵盤ハーモニカオーケストラの為に作られた「木製スチューデントモデル」を発売開始。
- 2013年7月、長野県千曲市更埴文化会館あんずホールにて行われた1000人のコンサート「1000曲の風」コンサートにて、TommyCHO主催の世界初の木製鍵盤ハーモニカオーケストラの全国のクラスが集結し初の合同出演を果たす。 ここでも世界初の試みが大きな反響を呼ぶ。
- 2014年5月、フランスにてTommy CHOオリジナル木製鍵盤ハーモニカ「P-cat」を発売。6月、木材を繋ぎ目無しの一枚板の無垢材をくり抜いて作るという新たな発想で生まれたソリッドなサウンドが特徴の 木製モデルを発表。
- 2016年、より固い材である杏の木を採用した「あんずシンフォニカ」完成。
- 2017年7月、重厚感あるオリジナル檜モデルを発表。アルバム『Nica』にて起用。
- 2019年4月、スチューデントモデル37鍵盤バージョン「シンフォニカ」が完成し、発売が開始。